# De hvide strømper
De hvide strømper (fransk: Les Bas Blancs) er et oliemaleri fra ca. 1861 af den franske maler Gustave Courbet. Billedet forestiller en ung siddende kvinde, der er i færd med at trække (eller fjerne) en hvid strømpe over sin højre fod. Foden hviler på det andet ben, som har en strømpe på. Sammen danner benene et ”X” som fortsættes i nogle træer i baggrunden af billedet. Bortset fra strømperne er hun nøgen.
Lige som Verdens oprindelse og De sovende var De hvide strømper et bestillingsarbejde af den ægyptiske-tyrkisk diplomat og kunstsamler Khalil Bey. Han blev senere tvunget til at sælge dem sammen med sin betydelige kunstsamling for at betale sin betydelige spillegæld. I 1922 blev billedet købt til den amerikanske Barnes Foundation.
I 1968 lavede Marcel Duchamp en radering baseret på De hvide strømper: Morceaux Choisis d'Après Courbet. På Duchamps billede vender pigen blikket væk fra beskueren og ikke mod beskueren som på Courbets. Duchaps billede indeholder derudover også en papegøje. Nok en reference til Kvinde med papegøje.